# Sikhanyiso Dlamini

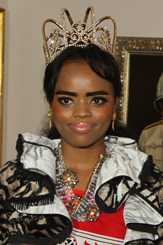
Sikhanyiso Dlamini, April 2015

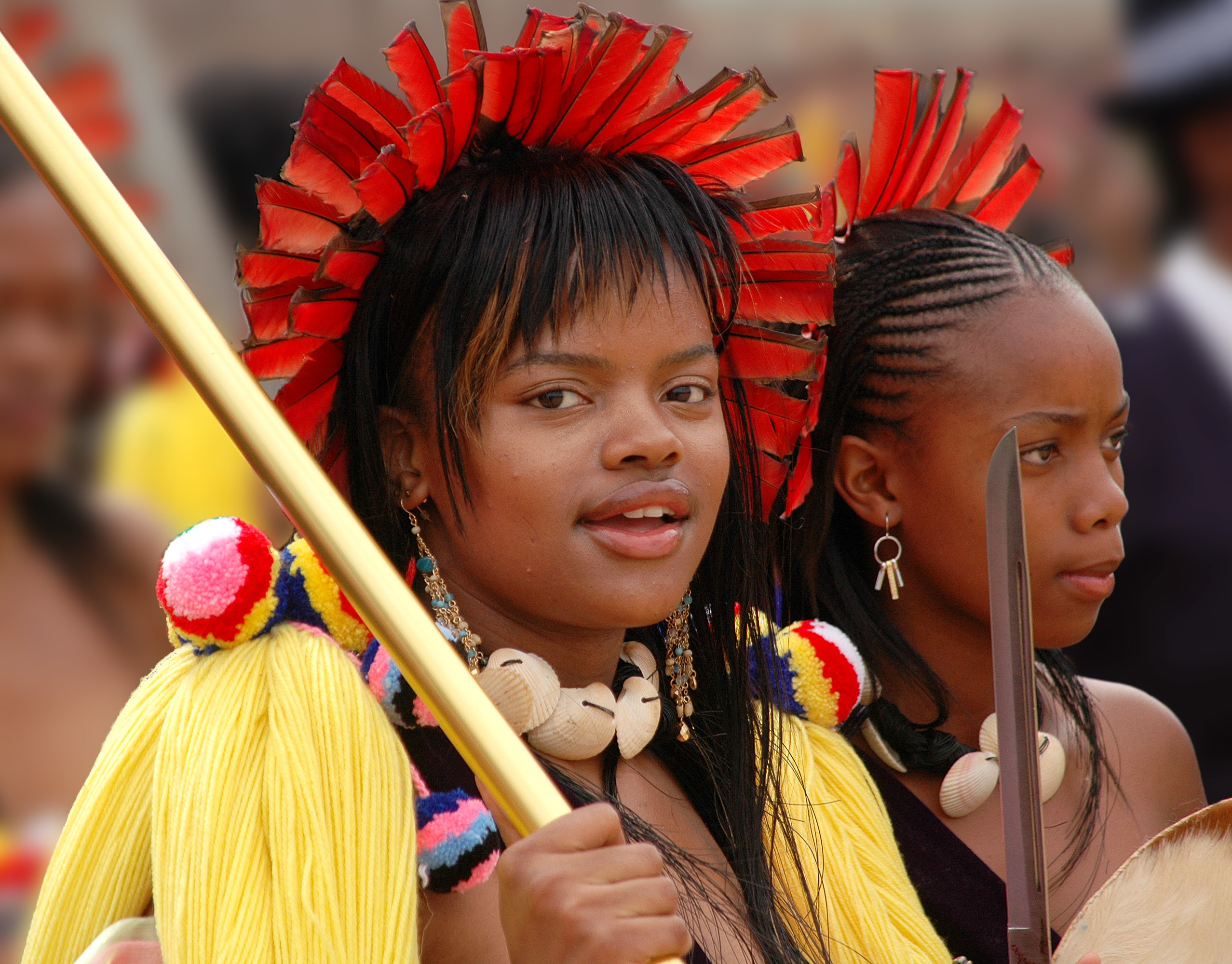
Sikhanyiso Dlamini (links) mit Schwester Temtsimba Dlamini beim Schilftanz (Umhlanga) 2006. Die roten Federkronen im Haar weisen sie als Königstöchter aus.

Sikhanyiso Dlamini (* 1. September 1987 in Mbabane), Prinzessin von Eswatini genannt Pashu, ist die älteste Tochter von König Mswati III. Sie ist das erstgeborene von über 30 Kindern des Königs (Stand: September 2017); ihre Mutter Inkhosikati LaMbikiza ist eine von Mswatis 15 Frauen. Sie bekleidete bis 2023 in Eswatini das Amt des Minister of Information, Communication and Technology.

## Leben
Sikhanyiso Dlaminis Mutter Inkhosikati LaMbikiza (geboren als Sibonelo Mngomezulu) ist die dritte Ehefrau Mswatis und die erste, die er selbst auswählte.
Prinzessin Sikhanyiso war während ihres Auslandsaufenthalts befreit von der Umcwasho genannten Direktive ihres Vaters, dass alle eswatinischen unverheirateten Mädchen und Frauen fünf Jahre lang zwei farbige Halsbänder als Zeichen der Keuschheit zu tragen haben. Bei ihrer Rückkehr nach Swasiland im Jahr 2001 trug sie die Keuschheitszeichen.
Während ihrer Zeit im Ausland trug sie häufig Jeans oder Miniröcke, Kleidung, die bei Frauen in Swasiland als unschicklich gilt. Kurz vor dem Umhlanga (auch Schilftanz, Reed Dance Festival) im Jahr 2005 nahm sie in der Residenz ihrer Mutter an einer Party teil, auf der Alkohol getrunken und laute Musik gespielt wurde. Dafür wurde sie mit einem Stockhieb bestraft. Sie kritisierte 2006 in einem Interview das System der Vielehe und damit indirekt ihren Vater. Polygamie verschaffe nur den Männern Vorteile und sei somit unfair und böse. Als Reaktion darauf wurde der Prinzessin verboten, mit den Medien zu sprechen.
Seit 2020 ist Prinzessin Sikhanyiso Mutter eines Sohnes.

## Beruflicher Werdegang
Prinzessin Sikhanyiso wurde mit 14 Jahren in das Vereinigte Königreich geschickt, wo sie am St. Edmund’s College unterrichtet wurde. Mit 17 Jahren begann sie am Biblical Institute der Biola University in Kalifornien ein Kommunikationsstudium in den Fächern Sprache und Drama. Bis 2012 studierte sie an der Sydney University in Australien und erwarb dort einen Abschluss als Master in „digitaler Kommunikation“.
Dlamini ist unter dem Namen Pashu als Schauspielerin, Sängerin und Rapperin aktiv. Sie tritt gelegentlich öffentlich auf. So sang sie eine Hymne auf ihren Vater im Popmusik-Stil. In dem 2008 gedrehten Dokumentarfilm Without the King, in dem die Kluft zwischen dem Reichtum der Königsfamilie und der verarmten, von der AIDS-Krise betroffenen Bevölkerung porträtiert wurde, spielt sie neben ihrem Vater eine wichtige Rolle.
Bei der Regierungsneubildung am 3. November 2018 wurde sie als Minister of Information, Communication and Technology in das 11. Regierungskabinett berufen.